# 潍阳书院
潍阳书院是中国清朝时在山东潍县开设的一所学堂，始建于1759年，清末至民国逐步改制成为近代新式学校。

## 历史沿革
潍阳书院于乾隆二十四年（1759年）由时任知县韩光德、邑人郭伟业、盐当商人和铺户等共捐银两而建成，校址位于西门大街东段，大十字口以西，即今天潍坊市潍城区东风西街和向阳路口西北的潍坊电业大厦一带，共有厅房、楼房等二十九间。清代进士韩梦周和青州名宿刘庄年等当时的著名学者，都曾在这里讲学。光绪二十七年（1901年），清政府颁布政令，废科举、行新学后，潍阳书院于1904年（光绪三十年）改为潍县校士分馆，从事初级师范教育，后又改为官立小学堂。
1913年（民国二年），在潍阳书院旧址，同盟会员张树芬发起创办了潍县第一所县立中学，也就是今天潍坊一中的前身。潍县县立中学首任校长是以天文和数学闻名的郭恩敷，民国十二年（1923年）改名为潍县县立初级中学。